# 古楼乡 (浦城县)
古楼乡，是中华人民共和国福建省南平市浦城县下辖的一个乡镇级行政单位。

## 行政区划
古楼乡下辖以下地区：
前排村、上云村、叶山村、石村、中潭村、古楼村、里山村、坑口村、大路村、大洋村、洋溪村和岗里村。